# Idiocera arete
Idiocera arete är en tvåvingeart som först beskrevs av Alexander 1958.  Idiocera arete ingår i släktet Idiocera och familjen småharkrankar. Inga underarter finns listade i Catalogue of Life.